# Poster Girl
Poster Girl je druhé mezinárodní studiové album švédské zpěvačky Zary Larsson a třetí celkově. Vyšlo 5. března 2021 pod vydavatelstvím TEN a Epic Records. Album bylo původně naplánováno k vydání v 2018, poté v roce 2019 a 2020, nicméně datum vydání bylo zpožděno do března 2021. Album obsahuje ve standardní edici celkem 12 písní, v edici Target bonusových skladeb 14 písní a v Japonské edici bonusových skladeb 16 písní.

## Pozadí, singly a vydání

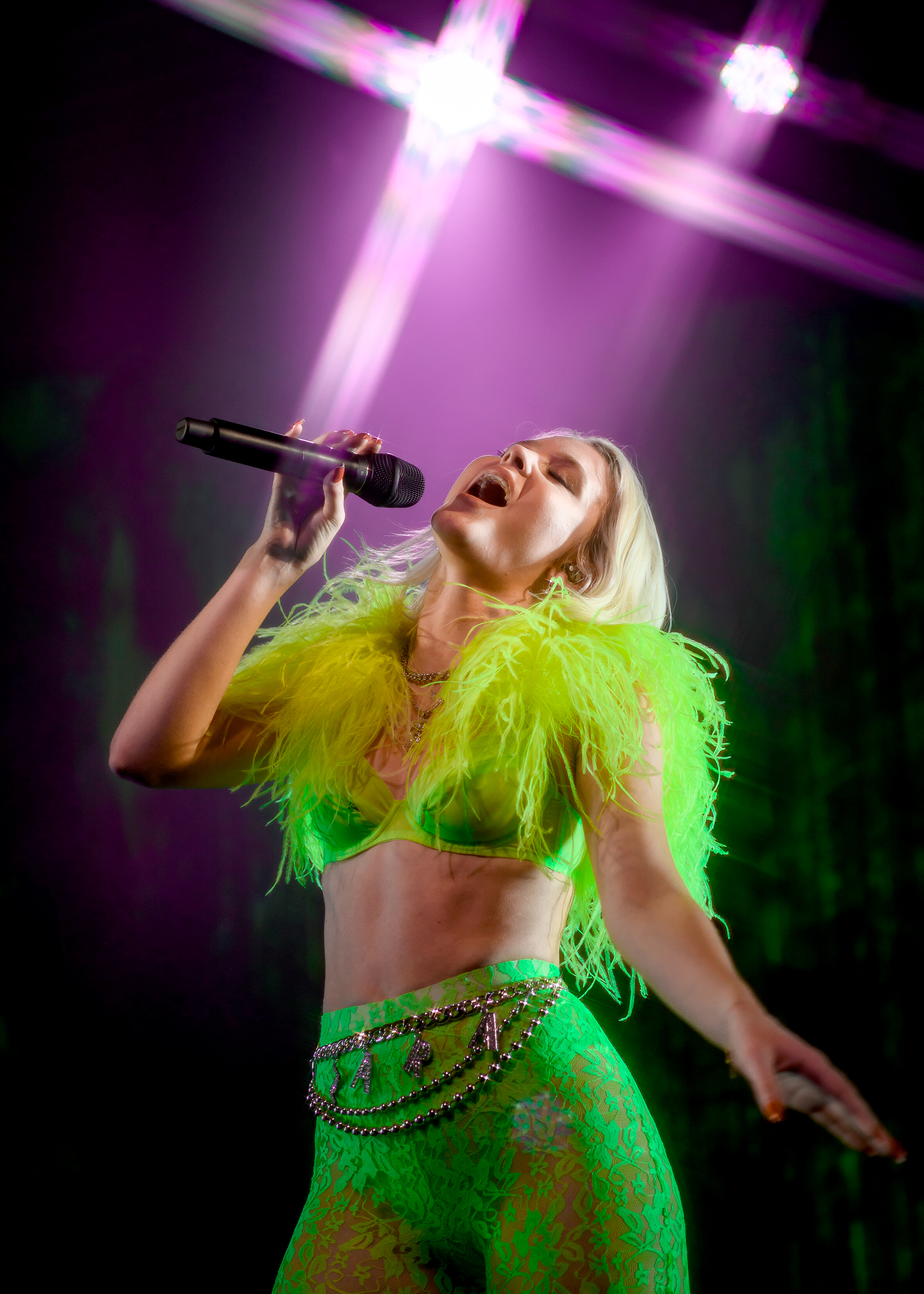
Zpěvačka Zara Larsson

V září 2017 oznámila, že začala pracovat na svém třetím studiovém albu. V rozhovoru uvedla, že napsala dvě nové písně se zpěvákem MNEK.
Původně trvridila, že album vyjde v roce 2018. V září 2018 oznámila, že se hlavní singl ze třetího studiového alba bude jmenovat "Ruin My Life". 18. října 2018 vydala tuto píseň a také hudební videoklip k ní. Skladba byla komerčně úspěšná po celém světě a získala různé certifikace např. v USA a ve Velké Británii.
V roce 2019 vydala dva další singly "Don't Worry Bout Me" a "All the Time", které původně měly být součástí standardního alba, nakonec však jsou pouze na Japonské edici bonusových skladeb.
V květnu 2020 prostřednictvím Twitteru oznámila, že pracuje na obalu alba. Také potvrdila, že natáčí videa pro 2 písně a nové album se blíží. V červnu 2020 oznámila píseň "Love Me Land" prostřednictvím Instagramu. 10. července 2020 vydala píseň a hudební videoklip k ní. Ve stejný den byl zveřejněn rozhovor s ní a Sveriges Radio, během něj oznámila, že nové album vyjde po létě 2020. Také řekla: „Jsem připravena úplně jiným způsobem. Mám připravenou další píseň, obal alba, video, album je hotové.“. Poté se na její stránce Spotify ukázalo, že album se bude také jmenovat "Love Me Land" a že titulní skladba je nyní prvním singlem z tohoto alba. Zara však později v rozhovoru prozradila, že album se bude jmenovat "Poster Girl" a že album bude obsahovat také píseň "Wow" poté, co píseň 26. srpna 2020 oficiálně vyšla jako singl. Píseň "Wow" dosáhla větší pozornosti v srpnu 2020, když vyšel film "Mákni", kde píseň byla použita. 25. září vyšel remix písně se zpěvačkou Sabrinou Carpenter, která ve filmu hrála hlavní roli. V jednom rozhovoru také prozradila, že album bude mít 12 skladeb.
Čtvrtý singl alba "Talk About Love" s rapperem Young Thug byl vydán 8. ledna 2021. Ve stejný den později zveřejnila obal alba, oznámila datum vydání alba jako 5. března 2021. 22. února vydala píseň "Look What You've Done" jako promo singl. Píseň v den vydání alba zazpívala v The Ellen DeGeneres Show. K propagaci alba 8. března 2021 uspořádala online koncert k příležitosti Mezinárodního dne žen ve spolupráci s firmou IKEA. Ve stejný den také vystoupila v pořadu Good Morning America.
Zara také vyjádřila přání vydat v budoucnu deluxe verzi alba, včetně nové písně s Arianou Grande.

## Kompozice
Album bylo nazváno „taneční nahrávkou od začátku do konce, bez balad, rychlou a symfonickou zároveň, s vlivy R&B i syntetizátorů osmdesátých let“.

### Písně
Album otevírá taneční popová píseň Love Me Land. Píseň byla chronologicky poslední napsanou pro toto album. Byla napsaná den před lockdownem v LA. Talk About Love je píseň ve stylu R&B doplněná o rap rappera Young Thug. Need Someone je popsaná jako „třpytivá“ melodie středního tempa, která má „vzdušnou a lehkou atmosféru“, ale staví do „mnohem funkčnější, větší hymny“. Right Here je o přemýšlení, proč se snaží upoutat pozornost někoho, kdo „sleduje obrazovku“ a odkazuje na švédskou umělkyni Robyn. Wow je electro a EDM skladba produkovaná diskžokejem Marshmellem, která má „odvážnou“ basovou linku a „návykové“ vokály. Titulní skladba alba pojednává o tom, že Zara „pociťuje nepříjemný charakter, když se zamiluje“, opírající se o „třpytivou“ disko produkci. I Need Love je tropická popová píseň, která byla popsána jako „oduševnělý bop“, jehož součástí je text: „jako závislý potřebuje drogu“. Look What You Done je diskotékov rozchodová skladba , která se podobá hudbě skupině ABBA. Ruin My Life je „slabě masochistická“ popová píseň, která podle Zary je o „tom nezdravém vztahu, který má každý v jednom okamžiku svého života“. Stick with You, jehož spoluautorem je Max Martin, má zvuk kytary spárovaný s „hnacím“ elektronickým rytmem a vidí vokály Zary s „mírným venkovským zvukem“. FFF (zkratka pro „Falling for a Friend“) je „hravá“, i když „explicitní“. Album uzavírá skladba What Happens Here, která má příběh sebevědomí a je to euforická píseň „o velikosti Carly Rae Jepsenové“.
Na psaní písní pro album se podíleli hudebníci jako například Julia Michaels, Max Martin, Tove Lo, Madison Love nebo Noonie Bao.

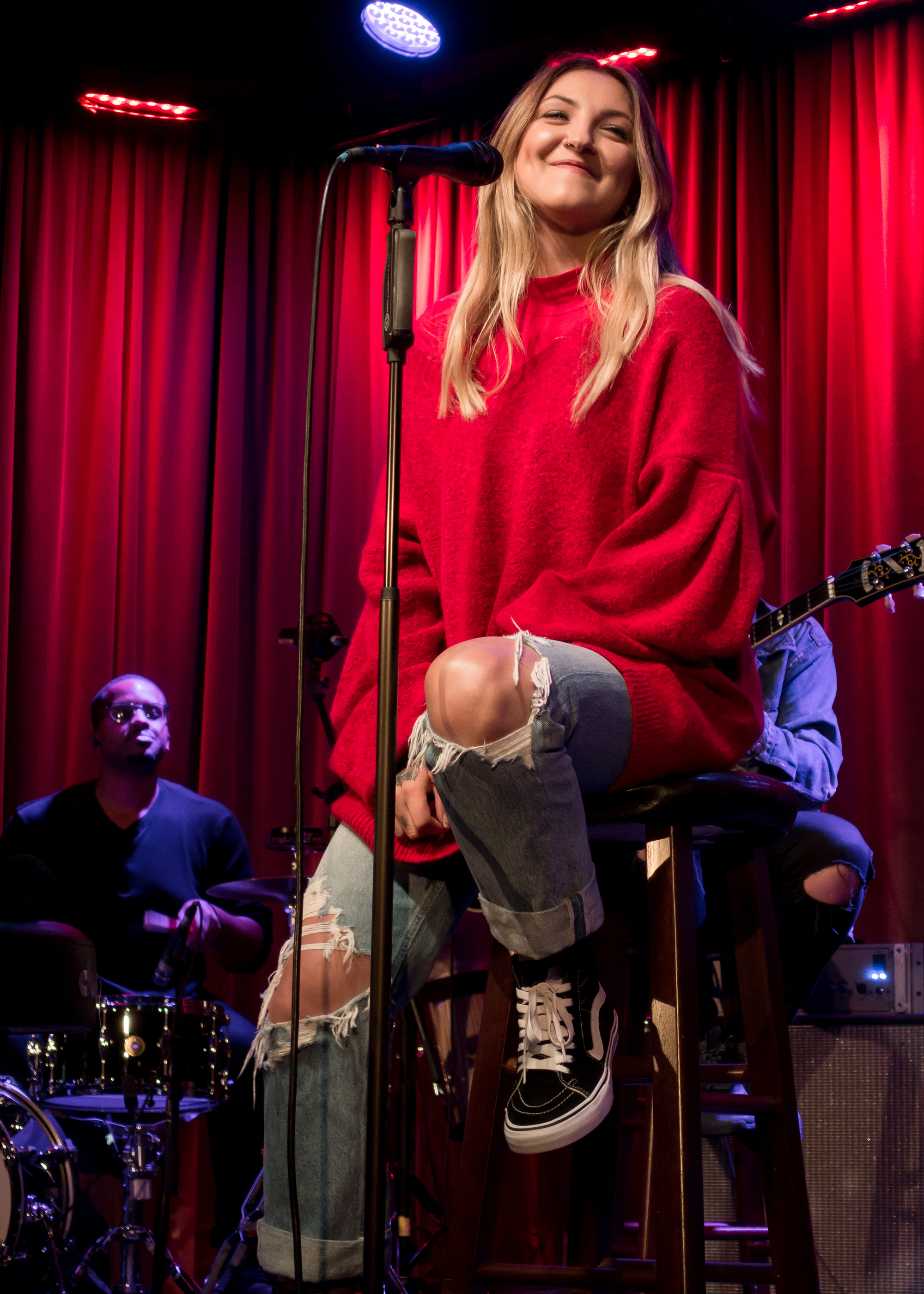
Zpěvačka Julia Michaels, která spolupracovala na psaní celkem 4 písní z alba

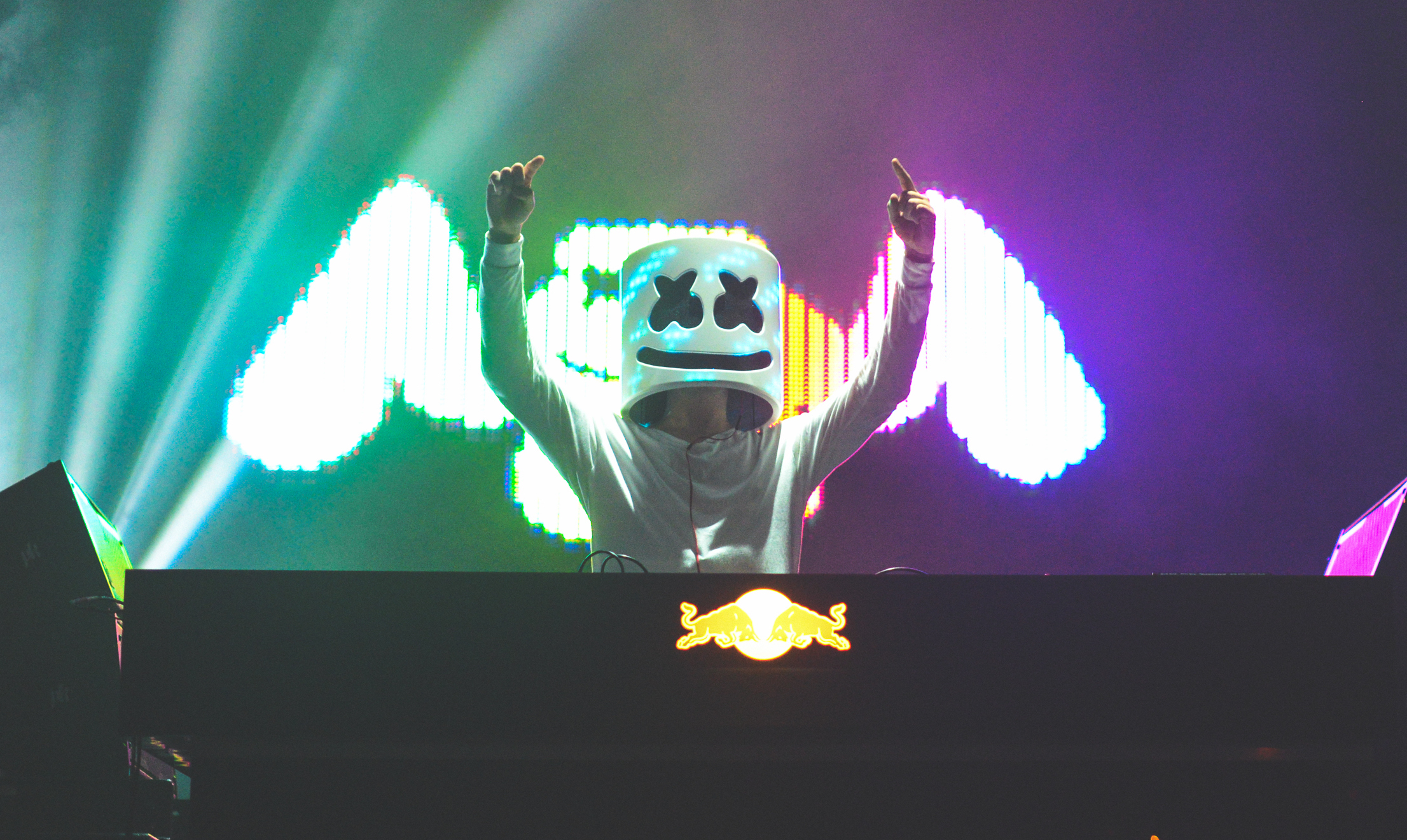
DJ Marshmello, který produkoval píseň "Wow"

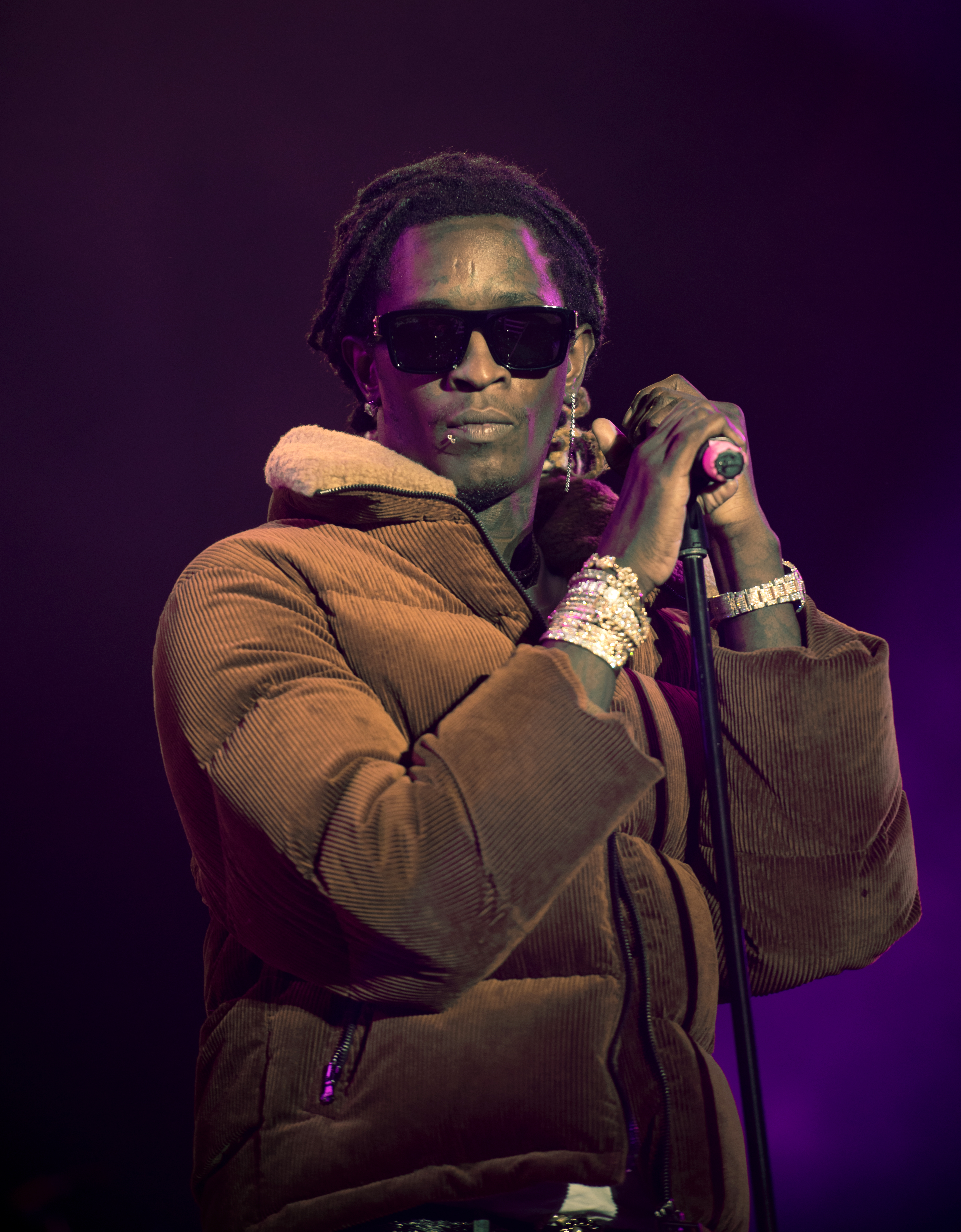
Rapper Young Thug, který spolupracoval na písni "Talk About Love"

## Seznam skladeb
| Pořadí | Název                            | Délka |
| ------ | -------------------------------- | ----- |
| 1.     | Love Me Land                     | 2:40  |
| 2.     | Talk About Love feat. Young Thug | 3:19  |
| 3.     | Need Someone                     | 2:58  |
| 4.     | Right Here                       | 3:46  |
| 5.     | Wow                              | 2:59  |
| 6.     | Poster Girl                      | 2:56  |
| 7.     | I Need Love                      | 3:01  |
| 8.     | Look What You've Done            | 3:02  |
| 9.     | Ruin My Life                     | 3:10  |
| 10.    | Stick with You                   | 2:59  |
| 11.    | FFF                              | 3:33  |
| 12.    | What Happens Here                | 3:19  |

### Target bonusové skladby
| Pořadí | Název               | Délka |
| ------ | ------------------- | ----- |
| 13.    | Famous              | 3:36  |
| 14.    | When I'm Not Around | 3:25  |

### Japonská edice bonusových skladeb
| Pořadí | Název               | Délka |
| ------ | ------------------- | ----- |
| 15.    | Don't Worry Bout Me | 3:28  |
| 16.    | All the Time        | 3:48  |